# Polymixis bousseaui
Polymixis bousseaui là một loài bướm đêm trong họ Noctuidae.